# Teoria de Milanković
La teoria de Milanković postula que les variacions orbitals són les principals causants dels períodes glacials i interglacials de l'Holocè. Si bé la lluminositat solar es manté pràcticament constant al llarg de milions d'anys no ocorre el mateix amb l'òrbita terrestre. Aquesta oscil·la periòdicament fent que la quantitat mitjana de radiació que rep cada hemisferi fluctuï al llarg del temps. I són aquestes variacions les que provoquen les pulsacions glacials a manera d'estius i hiverns de llarg període. Són els anomenats períodes glacials i interglacials. Cal tenir en compte diversos factors que contribueixen a modificar les característiques orbitals fent que la insolació mitjana en l'un i l'altre hemisferi varia encara que no ho faci el flux radiant global.
L'excentricitat, la inclinació axial, i la precessió de l'òrbita de la Terra varien en el transcurs del temps produint les glaciacions del Quaternari cada 100.000 anys. L'eix de la Terra completa el seu cicle de precessió cada 25.800 anys. Al mateix temps l'eix major de l'òrbita de la Terra gira, en uns 22.000 anys. A més, la inclinació de l'eix de la Terra canvia entre 21,5 graus i 24,5 graus en un cicle de 41.000 anys. L'eix de la Terra té ara una inclinació de 23,5º respecte al pla de l'eclíptica.

## Precessió dels equinoccis
La precessió dels equinoccis és el canvi en la direcció de l'eix de la Terra, que gira en 25.800 anys al voltant de l'eix de l'eclíptica. Aquest va ser el primer factor que es va tenir en compte. L'any 1842 el matemàtic francès Joseph Adhemar va postular que la precessió de l'eix terrestre portaria a una precessió dels equinoccis i solsticis que els farien desplaçar-se al llarg de l'òrbita coincidint unes vegades prop de l'afeli i altres del periheli. Açò és degut al fet que el canvi en la direcció de l'eix de rotació causa una variació del punt Àries o línia de tall de l'equador i l'eclíptica, canvia l'inici de la primavera i, per tant, l'angle que forma amb la línia dels àpsides o moment en què la Terra en la seua translació al voltant del Sol arriba al periheli i l'afeli.
Adhemar va pensar que açò explicaria l'última glaciació, que va acabar fa 10.000 anys. (La precessió terrestre té un període de 25.800 anys). Quan el punt Àries s'alinea amb la direcció de la línia dels àpsides de l'òrbita de la Terra (periheli), un hemisferi tindrà una diferència major entre les estacions mentre l'altre hemisferi tindrà les estacions més benignes. L'hemisferi que està a l'estiu en el periheli rebrà un augment en la radiació solar, però eixe mateix hemisferi estarà a l'hivern en l'afeli i tindrà un hivern més fred. L'altre hemisferi tindrà un hivern relativament més calorós i l'estiu més fresc.
Quan el punt Àries és perpendicular a la línia dels àpsides els hemisferis nord i sud tindran els contrastos semblants en les estacions.
En l'actualitat l'estiu de l'hemisferi sud ocorre durant el periheli i el seu hivern durant l'afeli. Així les estacions de l'hemisferi sud han de tendir a ser una miqueta més extremes que les estacions de l'hemisferi nord. Este efecte queda en part compensat pel fet que el nord té més terra i el sud molt més oceà i és conegut l'efecte del mar a suavitzar les màximes i elevar les mínimes.

## Excentricitat orbital
Més informació en: Excentricitat
El segon factor important el va tenir en compte l'anglès James Croll basant-se en els càlculs manuals d'Urbain Le Verrier. Es tracta de la variació en la forma de l'òrbita deguda a l'atracció de la resta de planetes del sistema solar.
La forma de l'òrbita de la Terra varia de ser quasi rodona (excentricitat baixa, de 0,005) a ser lleugerament el·líptica (excentricitat alta, de 0,058) i té una excentricitat mitjana de 0,028. El component major d'estes variacions ocorre en un període de 413.000 anys. També hi ha cicles d'entre 95.000 i 136.000 anys, sent el cicle més conegut d'uns 100.000 anys.
L'excentricitat actual és 0,017 i, per tant, la diferència entre el major acostament al Sol (periheli) i la major distància (afeli) és només 3,4% (5,1 milions de km). Esta diferència suposa un augment d'un 6,8% en la radiació solar entrant. El periheli ocorre actualment al voltant del 3 de gener, mentre que l'afeli té lloc al voltant del 4 de juliol. Quan l'òrbita és molt el·líptica, la quantitat de radiació solar al periheli seria aproximadament 23% major que en l'afeli.
Segons Croll, els períodes de gran excentricitat serien eres glacials mentre que els moments d'òrbita quasi circular com l'actual serien èpoques interglacials. El fet és que la insolació global una vegada més romandria constant però no així la de cada hemisferi per separat. Segons Croll l'efecte albedo realimentaria els hiverns crus i els gels avançarien però esta hipòtesi es va revelar incompleta quan es va demostrar per aquells anys que l'última glaciació havia tingut lloc feia tan sols 10.000 anys, moment en el qual l'excentricitat de l'òrbita terrestre era quasi igual que l'actual.

## Inclinació de l'eix
Però fins i tot hi ha un tercer factor clau per a explicar els cicles glacials. Va ser Milutin Milanković qui va proposar per primera vegada la seua influència. L'eix de gir de la Terra canvia la seua inclinació lentament amb el temps. (obliqüitat de l'eclíptica). L'amplitud del moviment és de 2.4°.
Esta precessió de l'eix segueix un cicle d'aproximadament 41.000 anys. Quan la inclinació augmenta a 24,5 graus, els hiverns són més freds i els estius són més calorosos. Quan la inclinació és menor (22,1 graus), els hiverns són més plàcids i els estius són més frescos.
Actualment l'eix de rotació de la Terra té una inclinació de 23,5 sobre l'eix de l'òrbita.
Per a Milanković, no eren els hiverns rigorosos sinó els estius suaus els que desencadenen un període glacial. La teoria afirma que sempre neva prou en les regions polars per a fer créixer les glaceres però la diferència determinant és en la quantitat de gel que es fon en els estius. Si la fusió és insuficient, creixeran; si és excessiva, com en l'actualitat, retrocediran.
Es va observar llavors que un efecte no era determinant sense la participació de l'altre. És a dir que ni les variacions d'excentricitat ni les d'inclinació són, per si soles, suficients per a produir una glaciació.

## L'oscil·lació del pla de l'eclíptica
La variació en la inclinació de l'òrbita de Terra té un període d'aproximadament 70.000 anys i no va ser estudiada per Milanković.
En recents investigacions es va observar que el pla de l'òrbita de la Terra es mou per la influència dels altres planetes. El principal pertorbador és el planeta Jupiter i l'eclíptica oscil·la al voltant del pla de l'òrbita de Júpiter, que és el pla que roman aproximadament invariant. L'oscil·lació de l'eclíptica és d'uns 100.000 anys respecte al pla invariable. Este cicle de 100.000 anys és el cicle predominant en les edats de gel.
S'ha proposat que un disc de pols i altres residus és en el pla invariable, i açò afecta el clima de la Terra a través de diversos mitjans. La Terra es mou actualment a través d'aquest pla al voltant del 9 de gener i el 9 de juliol, i s'ha observat per radar un augment de meteors.

## La combinació dels quatre factors
La conclusió de tot això és que cada cert temps els quatre factors s'alien per a produir un període glacial. Aquests períodes són molt més llargs (uns 100.000 anys) que els breus intervals interglacials. Cap d'ells per si sol no podria desencadenar potser una glaciació però quan confluïxen les condicions favorables llavors s'inicia el procés. Però així i tot els càlculs no ixen. Les variacions orbitals són massa lleus. El que ocorre és que cal tenir en compte dos retroaccions positives: l'augment de l'albedo terrestre i la disminució de CO₂.
La intuïció ens diria que els hiverns rigorosos haurien de regir els polsos glacials però pareix que són els estius suaus els que ho fan. La inclinació és de 23,4º però continua disminuint. Com menor siga esta menor serà la insolació en els estius. Fins i tot amb tota la complexitat amb què s'ha estudiat el problema segueix sense establir-se ni tan sols una explicació total per als ritmes glacials i és que cal tenir en compte altres factors no explicats per les variacions astronòmiques. A pesar de tot sí que es pot afirmar que, en gran manera, el cicle climàtic ve regit per les variacions orbitals.

## Problemes
Milanković va estudiar els canvis en l'excentricitat, obliqüitat, i precessió de l'òrbita de la Terra. Tals canvis fan variar la quantitat de la radiació solar que arriba a la Terra. Aquests canvis són més importants prop de l'àrea polar nord o sud. La teoria de Milanković per a explicar el canvi climàtic no funciona perfectament i en particular no pot explicar el cicle dels 100.000 anys però hi ha molts més arguments a favor que en contra.
- Vegeu Edat de gel per a una major discussió.

Ara veurem les dificultats per a reconciliar la teoria amb les observacions.

### El problema del cicle dels 100.000 anys
El problema del cicle dels 100.000 anys resideix que les variacions de l'excentricitat tenen un impacte molt més xicotet en la radiació solar en la Terra que la precessió o l'obliqüitat, per la qual cosa podria esperar-se que produïsca efectes més dèbils. No obstant això, mostren les observacions que durant l'últim milió d'anys el període del clima més fort és el cicle de 100.000 anys. A més, a pesar del cicle de 100.000 anys relativament fort, alguns han defés la idea que la longitud del registre del clima és insuficient per a establir una relació estadísticament significativa entre el clima i les variacions d'excentricitat.

### El problema de la falta d'un cicle de 400.000 anys
El problema de la falta d'un cicle de 400.000 anys resideix que les variacions de l'excentricitat tenen un cicle de 400.000 anys. Eixe cicle no s'ha trobat en el clima. Si les variacions de 100.000 anys tenen un efecte fort, les variacions de 400.000 també haurien de descobrir-se.

### El problema de la causalitat
El problema de la causalitat  es refereix que el penúltim període interglacial pareix haver començat 10.000 anys abans que la variació en la radiació que suposadament pareix haver-ho causat. Això s'anomena el  problema de causalitat , ja que l'efecte no pot ser anterior a la causa que ho provoca.

### L'efecte excedeix la causa
Es creu principalment que els efectes d'estes variacions són deguts a les variacions en la intensitat de radiació solar en les diferents parts del globus. Les observacions mostren que el comportament del clima és molt més intens que les variacions calculades. Es creu que les característiques del clima són sensibles als canvis de la insolació, causant la seua amplificació (retroalimentació positiva) i també en casos aïllats la retroalimentació negativa.

### El problema de la falta dels cicles de 95.000 i 125.000 anys
El problema de la falta dels cicles de 95.000 i 125.000 anys es refereix al fet que l'excentricitat té les variacions clares en cicles de 95.000 i 125.000 anys. En un registre prou llarg i ben datat de canvi del clima s'han de poder detectar ambdues freqüències, però el clima mostra només una freqüència consistent amb el cicle dels 100.000 anys. És discutible si la qualitat de dades existents ha de ser prou per a resoldre ambdues freqüències.

### El problema de la transició
El problema de la transició es refereix al fet que fa 1 milió d'anys va canviar en la freqüència de variacions del clima. Entre 1 i 3 milions d'anys abans d'ara, el clima tenia un període dominant de 41.000 anys que era semblant al cicle de variació de l'obliqüitat. Després, en l'últim milió d'anys, açò va canviar a un cicle de 100.000 anys semblant a l'excentricitat. No s'ha establert cap raó per a aquest canvi.

## Les condicions actuals
La quantitat de radiació solar (insolació) en l'hemisferi nord als 65°N pareix estar relacionada amb la idea d'una edat de gel. Els càlculs astronòmics mostren que la insolació a l'estiu a 65°N ha d'augmentar gradualment durant els pròxims 25.000 anys, i que cap declivi de la insolació a l'estiu a 65°N no és prou per a causar una edat de gel que s'espera en els pròxims 50.000 a 100.000 anys.
En l'actualitat l'estiu de l'hemisferi sud ocorre durant el periheli i el seu hivern durant l'afeli. Així les estacions de l'hemisferi sud han de tendir a ser una miqueta més extremes que les estacions de l'hemisferi nord. L'excentricitat relativament baixa de l'òrbita actual xifra en un 6,8% la diferència en la quantitat de radiació solar durant l'estiu en els dos hemisferis.

## El futur
Des que les variacions orbitals són predictibles, si un té un model que relaciona les variacions orbitals amb el clima, és possible "predir" el clima futur. Dues advertències són necessàries: primerament, l'efecte antropogènic causa l'escalfament global fonamentalment amb influència més gran, almenys a curt termini, i en segon lloc no hi ha cap model bo que relacione el clima i la variació orbital de la Terra.
Un estudi d'Imbrie i Imbrie el 1980 va determinar que "ignorant l'efecte antropogènic i altres possibles fonts de variació que actuen a freqüències superiors a un cicle de 19.000 anys, hi ha una tendència a llarg termini cap al fred que va començar fa uns 6.000 anys i continuarà durant els pròxims 23.000 anys".
No obstant això, el recent treball de Berger i Loutre suggereix que el clima calorós actual puga durar 50.000 anys més.